# La fine dell'avventura
La fine dell'avventura (The End of the Affair) è un film del 1955 diretto da Edward Dmytryk, presentato in concorso all'8º Festival di Cannes.

## Riconoscimenti
Nel 1955 il National Board of Review of Motion Pictures l'ha inserito nella lista dei migliori film stranieri dell'anno.